# Мерауке
Мерауке (индон. Merauke) — населённый пункт в Индонезии, на территории острова Новая Гвинея. Административный центр провинции Южное Папуа. Не имеет статуса города, с административной точки зрения является районом — дистриком.

## География
Находится на крайнем востоке Индонезии и на юге острова Новая Гвинея, в провинции Южное Папуа. Он является самым восточным относительно крупным населённым пунктом страны. Расположен у устья реки Маро, впадающей в Арафурское море. Напротив Мерауке находятся острова Ару и Йос-Сударсо. Мерауке является административным центром одноимённого округа и провинции. Его население составляет 71 838 человек (на 2006 год). Площадь округа — 2113 км².

## История
Город Мерауке был основан в 1902 году голландскими колониальными властями как военный пост на этнической территории папуасского народа маринд-аним. С 1902 по 1949 год он входил в состав колонии Нидерландская Ост-Индия, с 1949 по 1962 год — в составе Нидерландской Новой Гвинеи. В 1963 году был занят войсками Индонезии, окончательно в её составе с 1969 года. В 1905 году здесь была основана католическая миссия, затем преобразованная в епархию. Ныне Мерауке — центр одноимённого архиепископства.
Индонезийская поговорка Dari Sabang sampai Merauke (от Сабанга до Мерауке) означает «На всей территории Индонезии» (Сабанг на острове Суматра — самый западный из индонезийских городов).